# Chars
Chars är en kommun i departementet Val-d'Oise i regionen Île-de-France i norra Frankrike. Kommunen ligger i kantonen Marines som tillhör arrondissementet Pontoise. År 2022 hade Chars 2 017 invånare.

## Befolkningsutveckling
Antalet invånare i kommunen Chars
| Referens: INSEE |